# 寧邊站
寧邊站（韓語：녕변역）是朝鮮民主主義人民共和國平安北道宁边郡的一個鐵路車站，属于青年八院线。

## 邻近车站
青年八院线
下草站 - 寧邊站 - 八院青年站